# Nicola Rossi-Lemeni

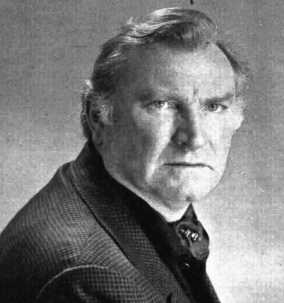
Nicola Rossi-Lemeni (1975)

Nicola Rossi-Lemeni (eigentlich Nicola Rossi Lemeni Makedon, * 6. November 1920 in Istanbul; † 12. März 1991 in Bloomington) war ein italienischer Opernsänger der Stimmlage Bass.

## Leben und Werk
Nicola Rossi-Lemeni war der Sohn einer Russin und eines Italieners. Er wurde in Italien erzogen. Er studierte zunächst Jura und stieg 1943 in das Fach Gesang um.
Wegen des Krieges konnte er erst 1946 seine Bühnenlaufbahn beginnen. Er gab sein Debüt in der Fenice in Venedig in der Oper Boris Godunow als Warlaam.  Noch im gleichen Jahr wurde er für die Opernfestspiele in der Arena von Verona in der Rolle des Ramfis in der Oper Aida engagiert. Seine Laufbahn führte ihn bald an die bedeutendsten Opernhäuser Europas und Amerikas. 1951 hatte er sein Debüt in den Vereinigten Staaten. Ab 1955 sang er an der Mailänder Scala. Zu seinen herausragenden Partien gehörten die Titelrollen in Don Giovanni, Guillaume Tell, Boris Godunow und Boitos Mefistofele. Neben den Rollen des klassischen Repertoires sang Nicola Rossi-Lemeni auch die Titelrollen in Wozzeck von Alban Berg, Herzog Blaubarts Burg von Béla Bartók und Macbeth von Ernest Bloch. Zudem wirkte er in zahlreichen Partien unter anderem bei Uraufführungen in zeitgenössischen italienischen Opern mit. Er sang so den Tommaso Becket in Assassinio nella cattedrale von Ildebrando Pizzetti (1958) und den Wallenstein in der gleichnamigen Oper von Mario Zafred (1965).
Rossi-Lemeni trat auch als Dichter hervor. Er veröffentlichte die zwei Gedichtsammlungen Impetit und Le Orme. Er wirkte als Mitarbeiter verschiedener literarischer Zeitungen.
Nicola Rossi-Lemeni war mit der Sängerin Virginia Zeani verheiratet.